# Bastons
|  | Per a altres significats, vegeu «Bastó (desambiguació)». |

Els bastons són un instrument musical de la família dels idiòfons el qual consisteix en dos bastons de fusta d'aproximadament vint centímetres els quals s'han de picar l'un contra l'altre. La denominació claves, d'origen castellà té ús sobretot en l'àmbit de la música professional i és acceptat com a sinònim.
L'instrument és utilitzat en la música de Llatinoamèrica, especialment a Cuba, per executar la base rítmica (clave) que dona nom a l'instrument. Per raó de la senzillesa de l'execució, sovint és utilitzat a l'àmbit escolar.